# Joseph Bordes
Pour les articles homonymes, voir Bordes.
Joseph Bordes, né le 31 janvier 1880 à Tartas dans le département français des Landes et fusillé le 30 novembre 1944 au camp de Gaggenau en Allemagne, est un prêtre et résistant français.

## Biographie
Marie Joseph François Bordes est le fils de Louis, négociant, et de Jeanne Bordes. Il entre au séminaire en 1897 et il est ordonné prêtre le 15 juillet 1904,.
L’abbé Joseph Bordes devient prêtre du diocèse d'Aire et Dax à partir de 1904. Il officie à l'église de la Madeleine de Mont-de-Marsan jusqu’en 1908, puis à Fargues jusqu’en 1912. Avant la guerre de 1914-1918, il est aumônier du pensionnat Jeanne-d'Arc à Mont-de-Marsan.
Pendant la Première Guerre mondiale, il est mobilisé, le 2 août 1914 comme infirmier. Le 5 mai 1915, il est nommé premier aumônier du 34e régiment d'infanterie.
Il est une première fois blessé devant Douaumont en mai 1916. Il soutient Cel le Gaucher, un compatriote des Landes lui-aussi blessé à Douaumont cette même année. Il est à nouveau blessé à Vauxaillon le 24 septembre 1918, titulaire de la Légion d’honneur et de la croix de guerre avec sept citations, il écrit pour les soldats sa première pièce en 1917 : Cœur de Poilu.
De 1924 à 1932, il est le curé de Gamarde-les-Bains. Il anime la vie culturelle du village avec la JAC et l'association La Tricolore, crée la salle paroissiale pour la pratique de la gymnastique, de la musique et du théâtre, fonde le Couvent avec son dispensaire et son école ménagère, édite le Clocher de Gamarde, organise des fêtes et des tournées, rénove l’église. Il devient directeur des Œuvres et professeur au séminaire de Poyanne, aumônier diocésain des mouvements de jeunesse de l'action catholique. En 1936, il y est nommé vicaire général et chanoine en 1940.
Avec la Seconde Guerre mondiale, il reprend des activités patriotiques. En 1943, il s’engage dans le réseau de résistance « Alliance », pseudo N 1500,connu sous le nom de « Saint Père », informateur du secteur maritime de Bordeaux. Il est arrêté par la Gestapo, le 15 décembre 1943, au 6 de la place Lonné, à Dax. Il est transféré à la prison de Bayonne puis au fort du Hâ à Bordeaux, avant de partir via Compiègne pour Buchenwald et enfin à Offenbourg. Déporté sous régime Nacht und Nebel, il est jugé puis exécuté par l'ennemi pour espionnage, fusillé à Gaggenau le 30 novembre 1944 avec son compagnon de résistance André Soussotte. Avant de mourir, il écrit : « Je meurs pour ma patrie, mon évêque, mon diocèse. »
Il est inhumé dans l’église de Gamarde-les-Bains.

## Reconnaissance
Son nom figure : 
- Sur les monuments aux morts de Dax et Gamarde ;
- Sur la plaque commémorative du réseau Alliance à l’entrée de la base sous-marine de Bordeaux.

Une plaque commémorative est apposée sur sa maison natale, à Tartas.
Une rue à Saint-Paul-lès-Dax et à Gamarde-les-Bains, une place de Mont-de-Marsan ainsi qu'une avenue de Montfort-en-Chalosse portent son nom.

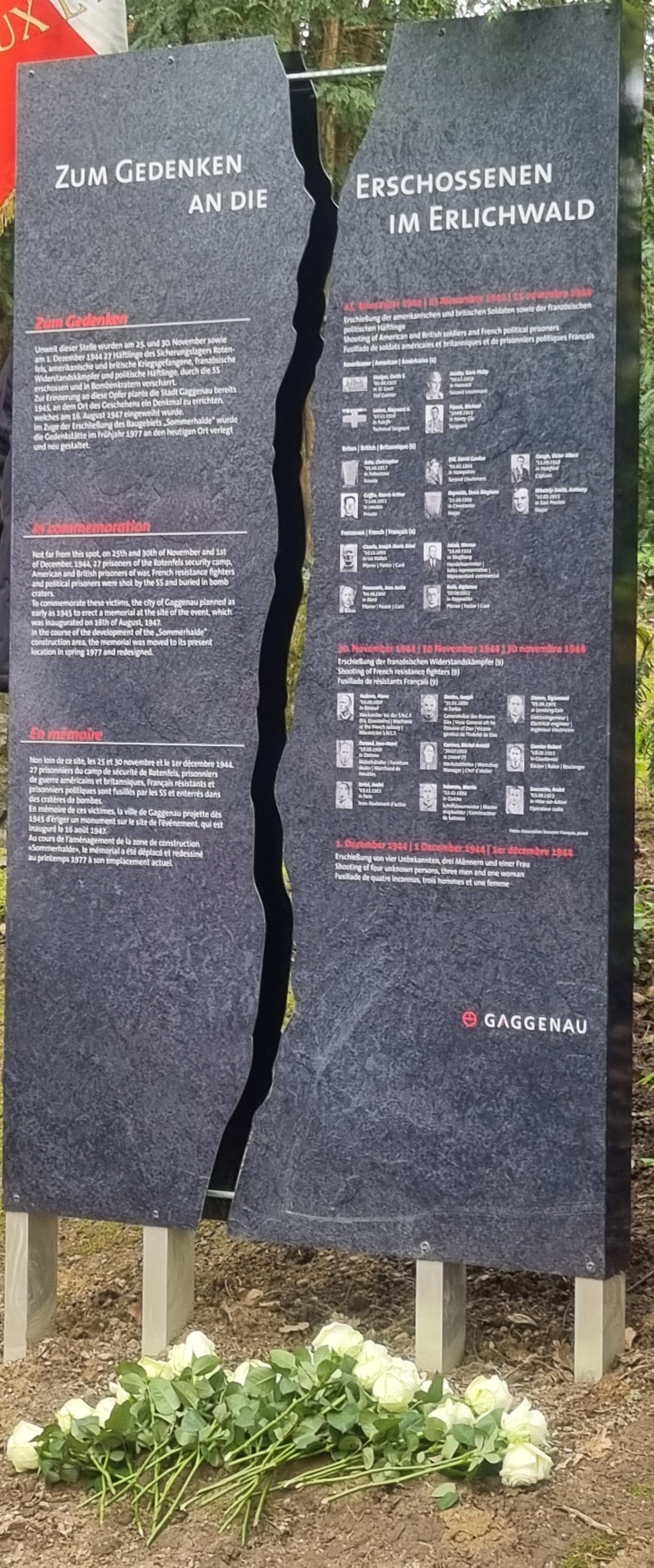
Stèle inaugurée le 30/04/2023 à Gaggenau.

À Gaggenau, son nom et sa photos figurent sur la stèle commémorative inaugurée, le 30 avril 2023, par la municipalité.

## Galerie

Médaillon représentant l'abbé Joseph Bordes (1945) sur plaque de bronze apposée sur un mur extérieur de l'église de la Madeleine de Mont-de-Marsan, œuvre de Cel le Gaucher.
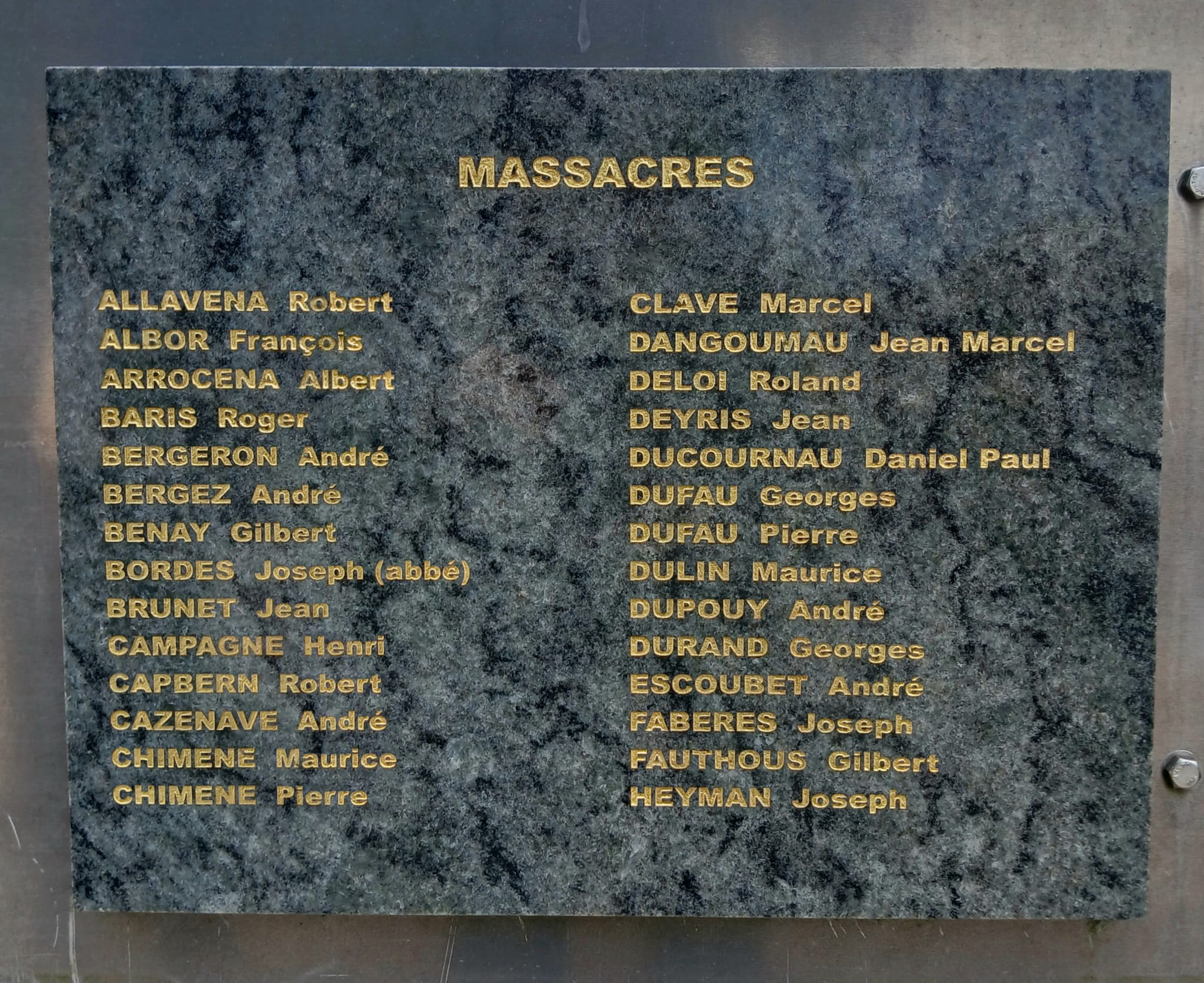
Nom de Joseph Bordes (abbé) figurant sur le Mémorial de la résistance landaise à Téthieu.

## Décorations françaises
- Chevalier de la Légion d'honneur par arrêté du 25 avril 1918 [9]
- Médaille militaire
- Croix de guerre 1914–1918, palme de bronze - 2 citations à l'ordre de l'armée, 1 Citation à l'ordre de l'armée, 2 citations à l'ordre du régiment [4].
- Médaille de la Résistance française avec rosette à titre posthume par décret du 24 avril 1946[10].
- Il est déclaré « Mort pour la France » et « Mort en déportation » (26 août 1987)[1].